# Cratere Ambat
Ambat è un cratere sulla superficie di Rea.